# Kreis Dramburg

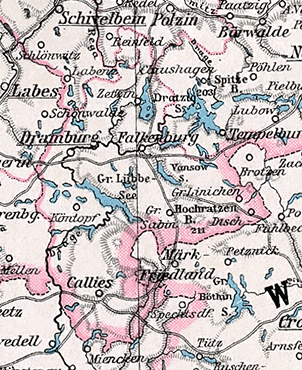
Das Kreisgebiet 1905

Der Kreis Dramburg war ein preußischer Landkreis, der bis 1816 zur Mark Brandenburg und danach bis 1945 zur Provinz Pommern gehörte. Das Landratsamt befand sich in der Stadt Dramburg. Das ehemalige Kreisgebiet gehört heute zum Powiat Drawski in der polnischen Woiwodschaft Westpommern.

## Verwaltungsgeschichte
In der nachmittelalterlichen Zeit bildete sich in der Mark Brandenburg eine Gliederung in Kreise heraus. Einer dieser historischen Kreise war der Dramburgische Kreis bzw. Kreis Dramburg, der einen der vier sogenannten Hinterkreise in der Neumark bildete.
Im Rahmen der preußischen Verwaltungsreformen nach dem Wiener Kongress wechselte der Kreis Dramburg 1816 aus der Neumark in den Regierungsbezirk Köslin der Provinz Pommern. Dabei gab der Kreis Dramburg 20 Dörfer an den Kreis Saatzig und fünf Dörfer an den Kreis Regenwalde ab.

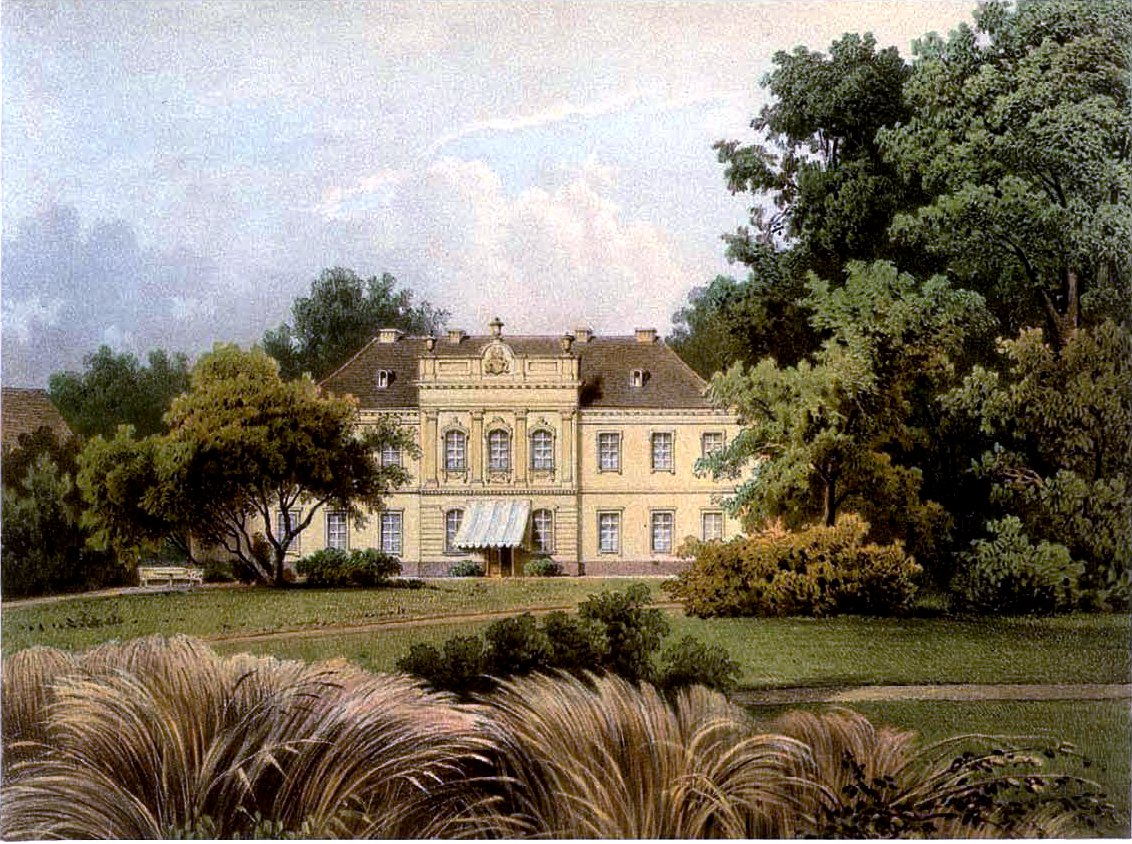
Gut Friedrichsdorf um 1860, Sammlung Alexander Duncker

Seit dem 1. Juli 1867 gehörte der Kreis zum Norddeutschen Bund und ab dem 1. Januar 1871 zum Deutschen Reich. Zum Kreis gehörten 1871 die drei Städte Dramburg, Falkenburg und Kallies, 56 Landgemeinden und 51 Gutsbezirke. Am 28. März 1878 wurden die Landgemeinden Alt Lobitz und Zadow und der Gutsbezirk Zadow aus dem Kreis Dramburg in den westpreußischen Kreis Deutsch Krone umgegliedert.
Zum 30. September 1928 fand im Kreis Dramburg entsprechend der Entwicklung im übrigen Preußen eine Gebietsreform statt, bei der alle Gutsbezirke bis auf einen aufgelöst und benachbarten Landgemeinden zugeteilt wurden. Am 1. Oktober 1932 wurden die Landgemeinden Labenz, Nuthagen und Rützow aus dem aufgelösten Kreis Schivelbein in den Kreis Dramburg umgegliedert.
Am 1. Oktober 1938 wurde der Kreis Dramburg aus dem Regierungsbezirk Köslin in den Regierungsbezirk Grenzmark Posen-Westpreußen umgegliedert.
Gegen Ende des Zweiten Weltkriegs wurde das Kreisgebiet im Frühjahr 1945 von der Roten Armee besetzt. Kurz nach Einstellung der Kampfhandlungen wurde das Kreisgebiet seitens der sowjetischen Besatzungsmacht der Volksrepublik Polen zur Verwaltung überlassen. In der Folgezeit wurde die einheimische Bevölkerung von der polnischen Administration aus dem Kreisgebiet vertrieben.

## Einwohnerentwicklung
| Jahr | Einwohner | Quelle |
| ---- | --------- | ------ |
| 1750 | 11.819    | [ 8 ]  |
| 1797 | 19.617    | [ 9 ]  |
| 1816 | 21.285    | [ 10 ] |
| 1871 | 36.617    | [ 6 ]  |
| 1890 | 35.779    | [ 11 ] |
| 1900 | 35.863    | [ 11 ] |
| 1910 | 35.360    | [ 11 ] |
| 1925 | 37.858    | [ 11 ] |
| 1933 | 40.896    | [ 11 ] |
| 1939 | 43.383    | [ 11 ] |

## Kommunalverfassung
Der Kreis Dramburg gliederte sich in die Städte Dramburg, Falkenburg und Kallies, in Landgemeinden und in selbstständige Gutsbezirke (diese bis zu deren nahezu vollständiger Auflösung im Jahre 1928).
Mit Einführung des preußischen Gemeindeverfassungsgesetzes vom 15. Dezember 1933 sowie der Deutschen Gemeindeordnung vom 30. Januar 1935 wurde zum 1. April 1935 das Führerprinzip auf Gemeindeebene durchgesetzt. Eine neue Kreisverfassung wurde nicht mehr geschaffen; es galt weiterhin die Kreisordnung für die Provinzen Ost- und Westpreußen, Brandenburg, Pommern, Schlesien und Sachsen vom 19. März 1881.

## Amtsbezirke, Städte und Gemeinden

### Amtsbezirke
Die Landgemeinden des Kreises waren in den 1930er Jahren in 23 Amtsbezirke gegliedert. Die Städte des Kreises waren amtsfrei.
| - Amtsbezirk Alt Stüdnitz - Amtsbezirk Alt Wuhrow - Amtsbezirk Balster - Amtsbezirk Birkholz - Amtsbezirk Dietersdorf - Amtsbezirk Dolgen | - Amtsbezirk Eichenberg - Amtsbezirk Friedrichsdorf - Amtsbezirk Gutsdorf - Amtsbezirk Güntershagen - Amtsbezirk Karwitz - Amtsbezirk Labenz | - Amtsbezirk Linichen - Amtsbezirk Mellen - Amtsbezirk Neu Lobitz - Amtsbezirk Pammin - Amtsbezirk Plagow - Amtsbezirk Sabin | - Amtsbezirk Schilde - Amtsbezirk Virchow - Amtsbezirk Wusterwitz - Amtsbezirk Zuchow - Amtsbezirk Zülshagen |

### Städte und Gemeinden
Der Kreis Dramburg umfasste zuletzt drei Städte, 59 Landgemeinden und einen gemeindefreien Gutsbezirk:
Städte
| - Dramburg | - Falkenburg i. Pom. | - Kallies |

Landgemeinden
| - Alt Körtnitz - Alt Stüdnitz - Alt Wuhrow - Annaberg - Balster - Baumgarten - Birkholz - Born - Dalow - Denzig - Deutsch Fuhlbeck - Dietersdorf - Dolgen - Eichenberg - Friedrichsdorf | - Friedrichshorst - Gersdorf - Giesen - Golz - Groß Grünow - Groß Linichen - Groß Sabin - Groß Spiegel - Grünberg - Gutsdorf - Güntershagen - Herzberg - Hundskopf - Jakobsdorf - Janikow | - Karwitz - Kietz - Klausdorf - Klebow - Klein Mellen - Klein Sabin - Köntopf - Labenz - Neu Laatzig - Neuhof - Nuthagen - Pammin - Pritten - Rützow - Sarranzig | - Schilde - Schönfeld - Stöwen - Teschendorf - Virchow - Welschenburg - Wildforth - Woltersdorf - Wusterwitz - Wutzig - Zetzin - Zuchow - Zülshagen |

Gutsbezirk
- Forst Groß Linichen

### Aufgelöste Gemeinden
- Die Gemeinde Klein Stüdnitz wurde am 1. April 1936 in die Gemeinde Hundskopf eingegliedert.[11]
- Die Gemeinde Neu Lobitz wurde in den 1930er Jahren im Rahmen der Erweiterung des Truppenübungsplatzes Dramburg aufgelöst.

### Namensänderungen
Die Stadt Falkenburg erhielt zuletzt den Zusatz „i. Pom.“.

## Persönlichkeiten

### Landräte
- 1713–vor 1735 Georg Matthias von Borcke (1671–1740)
- 1735–1744 Georg Albrecht von Birckholtz (1710–1777)
- 1744–1755 George Ernst von der Goltz (1705–1755)
- 1755–1765 George Friedrich von Rohwedel (1711–1765)
- 1765–1784 Otto Wedig von Bonin (1724–1796)
- 1784–1808 George Friedrich Felix von Bonin (1749–1818)
- 1808–? von Sydow
- 1818–1824 von Borcke
- 1824–1834 Johann Hollatz
- 1834–1863 Georg von Knebel Doeberitz (1810–1880)  [13]
- 1863–1873 Otto von Westarp (1825–1878)
- 1873–1878 von Knebel-Doeberitz
- 1878–1884 Kurt von Dewitz (1847–1925)
- 1884–1898 Eugen von Brockhausen der Jüngere (1857–1922)
- 1898–1918 Günther von Hohnhorst (1863–1936)
- 1918–1920 Paul von Hodenberg (1881–1954)
- 1920–1933 Arthur Ehlert (* 1879)
- 1933–1935 Heinrich Braasch (1902–1941)
- 1935–1940 Ernst Günther von Etzel[14][15][16]
- 1940–1945 Hans Georg Koch

### Weitere Persönlichkeiten
Kreisjustizräte
- 1835–1853 Ludwig Bredow

## Verkehr
Der Kreis Dramburg blieb zunächst abseits der großen Eisenbahntrassen. Erst 1877 wurde er durch die Strecke Ruhnow – Dramburg – Tempelburg der Pommerschen Zentral-Eisenbahn-Gesellschaft erschlossen („111.j“).
Die Preußische Staatsbahn führte dann 1888 von Deutsch Krone eine Strecke bis zu der im Süden des Kreises gelegenen Stadt Kallies „115.a“. Dieser Bahnhof wurde zum lokalen Knotenpunkt, als die Linie 1895 bis Stargard verlängert wurde und eine Abzweigung nach Arnswalde erhielt; dazu kam 1900 eine Verbindung Kallies – Falkenburg („116.b“), die ab 1903 nach Bad Polzin weiterlief („111.k“).
Im selben Zeitraum entstanden zwei Kleinbahnstrecken im Kreisgebiet, an deren Gründung u. a. der Kreis Dramburg und die Firma Lenz & Co GmbH beteiligt waren:
1897 erreichte die schmalspurige Linie der Saatziger Kleinbahnen von Trampke her den Ort Janikow, aber erst 1910 die Kreisstadt („113.j“).
Im Osten des Kreises nahm die Kleinbahn AG Virchow-Deutsch Kroner Kreisgrenze im Jahre 1900 eine normalspurige Strecke in den Nachbarkreis Deutsch Krone in Betrieb („115.n“).
(Die Zahlen in („…“) beziehen sich auf das Deutsche Kursbuch 1939)